# Phyllanthus lasiogynus
Phyllanthus lasiogynus är en emblikaväxtart som beskrevs av Johannes Müller Argoviensis. Phyllanthus lasiogynus ingår i släktet Phyllanthus och familjen emblikaväxter. Inga underarter finns listade i Catalogue of Life.